# (18172) 2000 QL7
(18172) 2000 QL7 est un astéroïde Amor découvert en 2000.

## Description
(18172) 2000 QL7 a été découvert le 25 août 2000 à l'observatoire Magdalena Ridge, situé dans le comté de Socorro, au Nouveau-Mexique (États-Unis), par le projet Lincoln Near-Earth Asteroid Research (LINEAR).

### Caractéristiques orbitales
L'orbite de cet astéroïde est caractérisée par un demi-grand axe de 2,43 UA, un périhélie de 1,19 UA, une excentricité de 0,51 et une inclinaison de 17,83° par rapport à l'écliptique. Du fait de ces caractéristiques, à savoir un périhélie compris entre 1,017 et 1,3 UA, il est classé comme astéroïde Amor, une famille d'astéroïdes géocroiseurs, s'approchant de l'orbite de la Terre.

### Caractéristiques physiques
(18172) 2000 QL7 a une magnitude absolue (H) de 15,6 et un albédo estimé à 0,587.